# بوفالو سبرينجفيلد (فريق روك)
بوفالو سبرينجفيلد (بالإنجليزية: Buffalo Springfield)‏ فريق روك كندي أمريكي تشكل في لوس أنجلوس من ثلاثة كنديين (نيل يونج وبروس بالمر وديوي مارتن) وأمريكيان (ستيفن ستيلز وريتشي فوراي). اشتهر الفريق مع أغنية «لما يستحق For What It's Worth». أصدر الفريق ثلاثة ألبومات والعديد من الأغاني الفردية من 1966-1968. جمعت موسيقاهم بين عناصر الموسيقى الشعبية والموسيقى الريفية مع الغزو البريطاني British Invasion وتأثيرات موسيقى الروك المخدرة psychedelic. كانوا، كما كان فريق البيردز The Byrds، مفتاح التطور المبكر لموسيقى الروك الشعبية. أخذ الفريق اسمهم من عربة بخارية كانت متوقفة خارج منزلهم.

## أعضاء الفريق
تشكل فريق بوفالو سبرينجفيلد في لوس أنجلوس عام 1966 من:
- ستيفن ستيلز: جيتار، ولوحات مفاتيح، وغناء.[5]

- ديوي مارتن: طبول، وغناء.[6]

- بروس بالمر: جيتار باس.[7]

- ريتشي فوراي: جيتار، وغناء.[8]

- نيل يونج: جيتار، وهارمونيكا، وبيانو، وغناء.[9]

## تطور الفريق ونهايته
أصدر الفريق أغنيته الأولى في عام 1966 «في هذه الأيام كلانسي لا يستطيع حتى الغناء Nowadays Clancy Can't Even Sing»، والتي حققت نجاحًا كبيرًا في لوس أنجلوس، وفي يناير 1967، أطلقوا أغنية الاحتجاج «لما يستحق For What It's Worth»، وفي ألبومهم الثاني وضع بوفالو سبرينغفيلد مجددًا، علامة على تقدمهم في موسيقى الهارد روك.
بعد العديد من الاعتقالات المتعلقة بالمخدرات والتغييرات في التشكيلة، تم حل الفريق في عام 1968. ذهب ستيفن ستيلز لتشكيل الفريق العملاق «كروسبي، ستيلز آند ناش Crosby, Stills & Nash» مع ديفيد كروسبي من فريق البيردز The Byrds وجراهام ناش من فريق الهوليز The Hollies. بدأ نيل يونغ حياته المهنية المنفردة وانضم في عام 1969 إلى فريق «كروسبي، ستيلز آند ناش».
قام ريتشي فوراي مع جيم ماسينا بتشكيل فريق موسيقى الروك الريفية «بوكو Poco».
تم إدخال بوفالو سبرينجفيلد في قاعة مشاهير الروك آند رول Rock and Roll Hall of Fame في عام 1997.

## ألبومات الاستوديو
بوفالو سبرينجفيلد (1966) Buffalo Springfield
بوفالو سبرينجفيلد مرة أخرى (1967) Buffalo Springfield Again
آخر مرة هنا (1968) Last Time Around

## وصلات خارجية
http://www.thrasherswheat.org/tfa/bufspring.htm بوفالو سبرينجفيلد (فريق روك)
http://www.chromeoxide.com/buffalo.htm بوفالو سبرينجفيلد (فريق روك)
https://www.allmusic.com/artist/buffalo-springfield-mn0000939567 بوفالو سبرينجفيلد (فريق روك)
https://www.discogs.com/artist/58696-Buffalo-Springfield بوفالو سبرينجفيلد (فريق روك)
https://www.rockhall.com/inductees/buffalo-springfield بوفالو سبرينجفيلد (فريق روك)